# Владимировка (Лотошинский район)
Владимировка — деревня в Лотошинском районе Московской области России.
Относится к сельскому поселению Микулинское, до реформы 2006 года относилась к Микулинскому сельскому округу. По данным Всероссийской переписи 2010 года численность постоянного населения составила 22 человека (13 мужчин, 9 женщин). Код ОКТМО — 46 629 416 141.

## География
Расположена в северной части сельского поселения, у границы с Тверской областью, примерно в 24 км к северу от районного центра — посёлка городского типа Лотошино, на левом берегу реки Шоши, впадающей в Иваньковское водохранилище на Волге. Соседние населённые пункты — деревни Пеньи и Плетенинское, а также Федурино Калининского района Тверской области.

## Исторические сведения
По сведениям 1859 года — деревня Микулинского прихода, Микулинской волости Старицкого уезда Тверской губернии в 40 верстах от уездного города, в низменности, при реке Шоше, с 8 дворами, 5 колодцами и 62 жителями (34 мужчины, 28 женщин).
В «Списке населённых мест» 1862 года Плетенинское (Владимировка) — владельческое сельцо 2-го стана Старицкого уезда по Волоколамскому тракту в город Тверь, при реке Шоше, с 13 дворами и 107 жителями (54 мужчины, 53 женщины).
В 1886 году — 17 дворов и 103 жителя (53 мужчины, 50 женщин). В 1915 году насчитывалось 22 двора.
С 1929 года — населённый пункт в составе Лотошинского района Московской области.

## Население
| 1859 | 1886 | 2002 | 2006 | 2010 |
| ---- | ---- | ---- | ---- | ---- |
| 107  | ↘103 | ↘6   | ↘2   | ↗22  |